# 1819 en Grèce ottomane
Chronologie de la Grèce ottomane
- 1815
- 1816
- 1817
- 1818
- 1819
- 1820
- 1821
- 1822
- 1823

Cette page concerne les évènements survenus en 1819 en Grèce ottomane  :

## Création
- Obole ionienne

## Naissance
- Antónios Kalamogdártis (el), personnalité politique.
- Mariánna Kamboúroglou, écrivaine.
- Andréas Miaoúlis, militaire.
- Grigórios Papadópoulos (el), écrivain.
- Emmanuel Staravero (en), archevêque d'Athènes.

## Décès
- Kör Yusuf Ziyaüddin Pasha (en), personnalité politique ottomane.
- Zarífis Zarifófos (el), notable.